# Mousikos Gymnastikos Syllogos Ethnikos Alexandroupolīs
Il Mousikos Gymnastikos Syllogos Ethnikos Alexandroupolīs è una società di pallavolo maschile, avente sede ad Alessandropoli e militante nel campionato greco di A2 Ethnikī.

## Storia
Il Mousikos Gymnastikos Syllogos Ethnikos Alexandroupolīs viene fondato nel 1927 all'interno dell'omonima società polisportiva. L'attività del club dura solo dieci anni, prima della sua chiusura per motivi bellici nel 1937. Nel 1945 il club viene rifondato, restando impegnato per oltre venti anni nella pallavolo amatoriale. La squadra di pallavolo diviene col passare del tempo la sezione di spicco della polisportiva, raggiungendo la massima serie del campionato greco ed esordendovi nella stagione 1970-71.
Nel corso degli anni il club milita stabilmente nell'allora A1 League, tuttavia il miglior risultato raggiunto in campionato è il terzo posto al termine della stagione 1977-78, oltre che aver raggiunto la finale della prima edizione della Coppa di Grecia. In seguito non arriva più alcun risultato di grande prestigio e il club bianco-blu galleggia sempre tra metà e fondo classifica, fino alla retrocessione in serie cadetta al termine del campionato 1997-98.
Dopo quattro annate trascorse in serie cadetta, l'Ethnikos Alexandroupolis ritorna a disputare la massima serie nella stagione 2002-03, riuscendo a restare in A1 League per sette annate, prima di retrocedere nuovamente al termine del campionato 2008-09. Questa volta il club impiega un solo anno per ritornare a calcare i campi della massima serie, ora rinominata Volley League. Dopo due campionati anonimi, i risultati migliorano sensibilmente nella stagione 2012-13, chiusa in quarta posizione.
Questo piazzamento permette al club di esordire nella stagione seguente in una competizione europea: tuttavia il cammino in Coppa CEV si interrompe immediatamente ai sedicesimi di finale, contro i polacchi dello Template:Volley Skra Belcchatow; retrocessa in Challenge Cup, la squadra si spinge fino agli ottavi di finale, cedendo solo al golden set ai belgi dell'Asse-Lennik. In campionato invece l'Ethnikos Alexandroupolis raggiunge per la prima volta le finali scudetto, uscendo però sconfitto contro l'Olympiakos.
Il campionato 2014-15 si rivela meno brillante del precedente con un sesto posto finale; tuttavia in Challenge Cup la squadra raggiunge i quarti di finale, dove cede ai futuri finalisti del Benfica.